# Scipione del Ferro

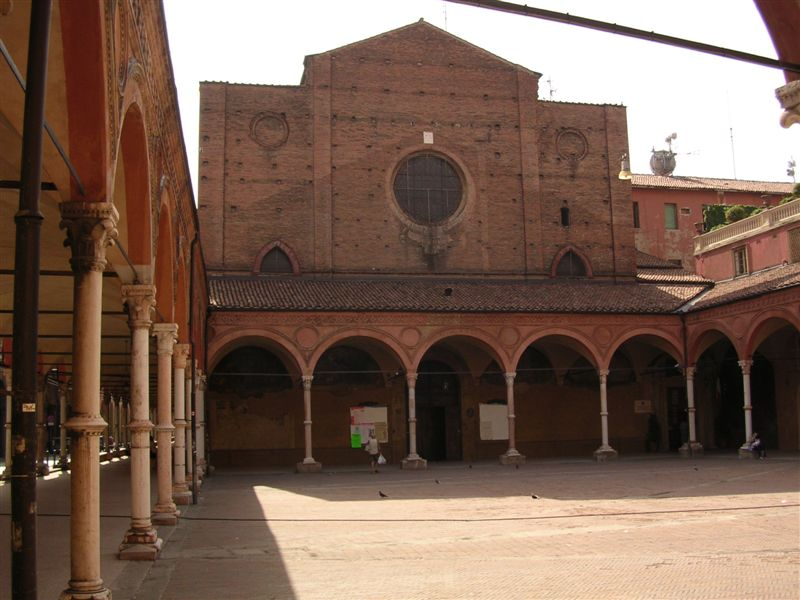
De binnenplaats te Bologna waar Scipione del Ferro les gaf.

Scipione Del Ferro (Bologna, 6 februari 1465 – aldaar, 5 november 1526) was een Italiaans wiskundige die bekend is wegens zijn oplossing van de derdegraadsvergelijking.

## Biografie

### Leven
Del Ferro werd geboren als zoon van Floriano en Filippa Ferro. Zijn vader werkte in de papierindustrie, die zijn ontstaan in de tweede helft van de 15e eeuw te danken had aan de ontdekking van de boekdrukkunst. Del Ferro studeerde aan de Universiteit van Bologna. Vanaf 1496 tot zijn dood in 1526 gaf hij aan ditzelfde instituut ook les met name in vakken van de Artes liberales. Tijdens de laatste jaren van zijn leven werkte hij ook aan commerciële projecten.

### Werk
Van zijn werk zijn geen vondsten teruggevonden, maar men weet via Gerolamo Cardano dat hij een oplossing heeft gevonden voor de derdegraadsvergelijking. Zijn werk is namelijk overgegaan op zijn schoonzoon, Hannival Nave. Hannival voerde hetzelfde werk uit als zijn schoonvader en kwam zo in contact met Cardano en Cardano's leerling Ferrari. Zo kwam Scipio's werk in handen van Cardano waarin Scipio's methode geschreven stond.
Hieruit leidde hij de Formule van Cardano af.
- International Standard Name Identifier: 0000 0000 2733 5784
- Library of Congress Control Number: n86830864
- Système universitaire de documentation: 243120052
- Virtual International Authority File: 60580519
- WorldCat: E39PBJdMhH9YvwJrBXfg6dxJjC